# مرداشة
مرداشة هي إحدى القرى اللبنانية من قرى قضاء بعبدا في محافظة جبل لبنان.